# Dysganus
Dysganus ist eine nur durch Zahnfunde bekannte Gattung von Vogelbeckensauriern (Ornithopoda) aus der Gruppe der Ceratopsidae.
Insgesamt vier Arten wurden von Edward Drinker Cope 1876 beschrieben: D. bicarinatus, D. encaustus, D. haydenianus und D. peiganus. Eine genauere systematische Untersuchung ist nicht möglich. Alle Arten gelten als nomina dubia, das heißt die Funde sind zu spärlich für eine exaktere Einordnung. Der Gattungsname bedeutet „rauer Zahnschmelz“.
Die Funde stammen aus der Judith-River-Gruppe im US-Bundesstaat Montana und werden in die Oberkreide auf ein Alter von rund 75 Millionen Jahre datiert.
Nach Agathaumas und Polyonax war Dysganus die dritte von Cope beschriebene Gattung der Ceratopsia, alle allerdings äußerst spärlich erhalten. Genauere Vorstellungen vom Aussehen dieser Tiere ließen sich erst rund 15 Jahre später mit der Entdeckung von Triceratops erkennen.